# Điện ly

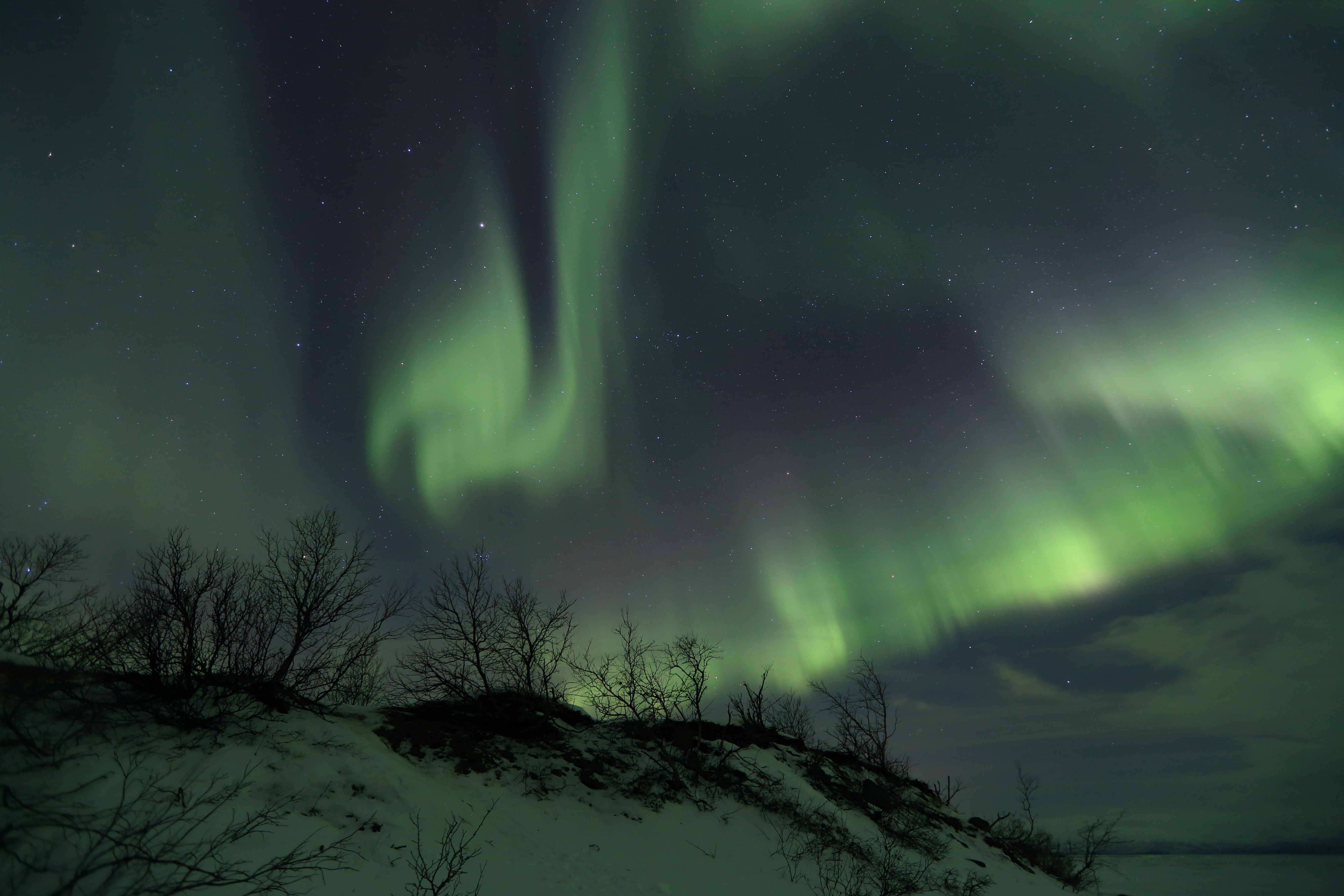
Gió Mặt Trời di chuyển qua từ quyển làm thay đổi chuyển động của các hạt tích điện trong tầng nhiệt hoặc tầng ngoài của Trái Đất, kết quả là sự ion hoá các hạt này khiến chúng phát ra ánh sáng có màu sắc khác nhau và do đó, tạo thành cực quang gần các vùng cực.

Điện li hay ion hoá là quá trình một nguyên tử hay phân tử tích một điện tích âm hay dương bằng cách nhận thêm hay mất đi electron để tạo thành các ion, thường đi kèm các thay đổi hoá học khác. Ion dương được tạo thành khi chúng hấp thụ đủ năng lượng (năng lượng này phải lớn hơn hoặc bằng thế năng tương tác của electron trong nguyên tử) để giải phóng electron, những electron được giải phóng này được gọi là những electron tự do. Năng lượng cần thiết để xảy ra quá trình này gọi là năng lượng ion hoá. Ion âm được tạo thành khi một electron tự do nào đó đập vào một nguyên tử mang điện trung hoà ngay lập tức bị giữ lại và thiết lập hàng rào thế năng với nguyên tử này vì nó không còn đủ năng lượng để thoát khỏi nguyên tử này nữa nên hình thành ion âm.
Trường hợp điện li đơn giản là chất có liên kết ion hoặc liên kết cộng hoá trị phân cực bị tách thành các ion riêng rẽ trong môi trường nước, ví dụ như natri clorua.

## Nguyên nhân
Phân tử nước bị phân cực thành hai đầu âm và dương do nguyên tử oxi có độ âm điện lớn hơn nguyên tử hiđro, cặp electron dùng chung bị lệch về phía oxi. Vì thế, khi một chất có liên kết ion hay liên kết cộng hoá trị phân cực hoà tan vào nước thì phân tử các chất này sẽ bị bao bọc và tương tác với phân tử nước, tách các chất này ra thành các ion và ion dương tách ra bởi nguyên tử oxi (mang điện âm) còn ion âm được tách ra bởi nguyên tử hiđro (mang điện dương) của nước. Quá trình này có giải phóng năng lượng do mạng tinh thể (hoặc liên kết giữa các nguyên tử) bị phá vỡ.

## Độ điện li
Độ điện li α là tỉ số giữa số phân tử phân li ra ion (n) và tổng số phân tử hoà tan vào dung dịch (n0) tính theo công thức {\displaystyle \alpha ={\frac {n}{n_{0}}}}.
Độ điện li của các chất điện li khác nhau nằm trong khoảng 0 < α ≤ 1. Khi một chất, có α = 0, quá trình điện li không xảy ra, đó là chất không điện li. Độ điện li thường được biểu diễn dưới dạng phần trăm.

## Chất điện li mạnh và chất điện li yếu
Sự điện li mạnh hay yếu phụ thuộc vào độ điện li.

### Chất điện li mạnh
Là chất khi tan trong nước và các phân tử hoà tan đều phân li ra ion. Các chất điện li mạnh có α = 1.
- Các bazơ mạnh: KOH, NaOH, Ca(OH)2, Ba(OH)2, ...
- Các axit mạnh: HNO3, HCl, HI, HBr, H2SO4, HClO4, ...
- Hầu hết các muối.

#### Tính tan của muối
Muối của axit mạnh (HCl, H2SO4, HNO3, ...):
- Muối clorua tan hết, trừ AgCl↓, PbCl2 ít tan.
- Muối sunfat tan hết, trừ PbSO4↓, CaSO4↓, SrSO4↓, BaSO4↓ và Ag2SO4 ít tan.
- Muối nitrat tan hết.

Muối của axit yếu (H3PO4, H2SO3, ...):
Muối của natri, kali và muối axetat tan hết. Còn lại hầu hết tan.
Muối axit (chứa H linh động trong phân tử): Hầu hết đều tan.
Phương trình điện li:
- Axit mạnh → Cation H+ + Anion gốc axit.
- Bazơ mạnh → Cation kim loại + Anion OH-.
- Muối tan → Cation kim loại/NH4+ + Anion gốc axit.

Ví dụ:
- HNO3 → H+ + NO3-
- Ba(OH)2 → Ba2+ + 2OH-
- Na2SO4 → 2Na+ + SO42-

### Chất điện li yếu
Là chất khi tan trong nước chỉ có một phần số phân tử hoà tan phân li ra ion, phần còn lại vẫn tồn tại dưới dạng phân tử trong dung dịch. Gồm: axit yếu, bazơ yếu và một số muối do điện li phụ thuộc vào các yếu tố như nhiệt độ, dung môi, bản chất của chất điện li. Độ điện li của chất điện li yếu nằm trong khoảng 0 < α < 1.
- Axit yếu: HClO, H2S, HF, H2SO3, CH3COOH, H2CO3, ...
- Bazơ yếu: Bi(OH)3, Mg(OH)2, Cu(OH)2, ...
- Một số muối: HgCl2, Hg(CN)2, CuCl, ...

## Sự điện li do nhiệt độ
Thông thường, các chất ion liên kết với nhau bằng lực hút tĩnh điện. Khi các chất này nhận được nhiệt lượng đủ lớn, động năng của các ion sẽ tăng và đủ mạnh để phá vỡ liên kết tĩnh điện và sau đó, phân li ra môi trường. Chất ion nóng chảy hay bay hơi chính là các ion tự do di chuyển xung quanh nhau.